# Pherecydes tuberculatus
Pherecydes tuberculatus là một loài nhện trong họ Thomisidae.
Loài này thuộc chi Pherecydes. Pherecydes tuberculatus được Octavius Pickard-Cambridge miêu tả năm 1883.